# Forcepia tenuissima
Forcepia tenuissima är en svampdjursart som beskrevs av Jörn Hentschel 1911. Forcepia tenuissima ingår i släktet Forcepia och familjen Coelosphaeridae. Inga underarter finns listade i Catalogue of Life.